# Loun Srdanović
Loun Srdanović, né le 4 août 2006, est un footballeur suisse qui évolue au poste d'arrière droit au Servette FC.

## Biographie

### Carrière en club
Loun Srdanović est formé par le Servette FC, où il commence sa carrière professionnelle en championnat de Suisse,. Il joue son premier match avec l'équipe première du club le 18 août 2024.
Le 23 juillet 2025, il joue son premier match de Ligue des champions, entrant en jeu lors de la victoire 1-0 en qualification chez le Viktoria Plzeň,.

### Carrière en sélection
Loun Srdanović est international suisse junior à partir de l'équipe des moins de 17 ans.

## Palmarès
Servette FC
- Championnat de Suisse
  - Vice-champion en 2024-25